# Damme (Belgio)
Damme è una città storica e comune del Belgio situato nella provincia fiamminga delle Fiandre Occidentali.